# Bland megye (Virginia)
Bland megye az Amerikai Egyesült Államokban, azon belül Virginia államban található. Megyeszékhelye és legnagyobb városa Bland. Lakosainak száma 6270 fő (2020. április 1.). Bland megye Mercer, Giles, Pulaski, Wythe, Smyth és Tazewell megyékkel határos.

## Népesség
A megye népességének változása:
| Lakosok száma | 6822 | 6800 | 6751 | 6735 | 6561 | 6270 |
|               | 2010 | 2011 | 2012 | 2013 | 2015 | 2020 |